# 伊予上灘站

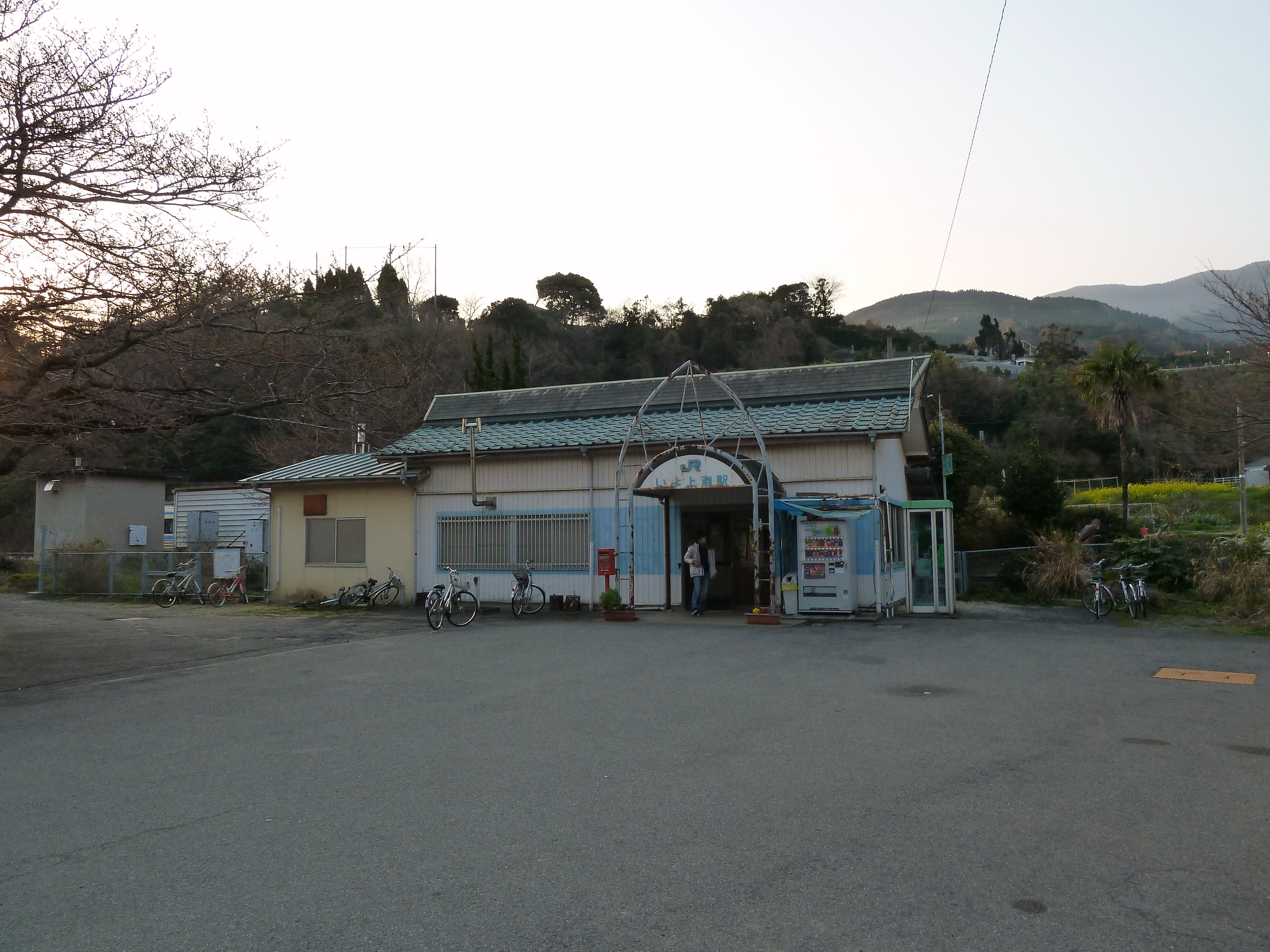
未翻新前的伊予上灘站，站名中的「伊予」仍是用片假名「いよ」，攝於2011年3月。

伊予上灘站（日语：／ Iyo-kaminada eki */?）是位在日本愛媛縣伊予市、隸屬於四國旅客鐵道（JR四國）的鐵路車站。車站編號為S08 ，是未合併入伊予市前的雙海町的中心車站，現時只提供普通列車服務。過往逢周末及假日的觀光列車「伊予灘物語」，部份列車會停靠，但相關的安排只維持了約半年便取消。
國鐵時代因在鳥取縣的倉吉線設有上灘站，因此改使用附有舊令制國名稱的「伊予」的車站，相反隔鄰的下灘站卻沒有這個安排，現時倉吉線已被廢線，然而本站站名卻未有更改的打算。此外，懸掛在車站門口的車站牌匱，當中的「伊予」乃採用平假名書寫，2012年進行車站翻新時更換了車站牌匱，改用全漢字書寫。

## 車站結構
設有單層木製站舍一座，由開業時一直運用至現在，內設有舊站務室及候車大堂，無人化後曾有一段長時間改為業務委託，但近年亦已經未見再有任何人發售車票，售票窗口亦被圍板圍封。乘客現時須於列車上直接取票或付款。另外站舍左邊有一座緊貼的加建建築物，現時作為站內洗手間之用。
設有側式月台及島式月台各1個，原可提供2面3線的配置；予讚新線開業後，位於山邊的3號月台被棄用，路軌亦遭拆去，故現時只設有2線2面的配置。而舊線中，亦只有本站與伊予長濱站能進行交換列車。1號月台前端向高野川站設有保線側線及車庫1座，該處亦曾是過往貨物列車停車位置及貨物月台，現時旁邊空地長期擺放了後備路軌。各月台的有效長度皆為5輛。
路軌編排上，向下灘站方向採用Y型轉轍器，而往高野川站方向則為側式型轉轍器，上行的列車全部使用側式月台，又由於每天多班列車都在此站進行交換，大部份的下行列車會使用島式月台，只有個別下行列車會使用側式月台。而島式月台上設有由有蓋候車亭所改建的開放式候車室。月台間以設於月台中央的平交道連接，部份月台因而被改造成為梯級，間接也影響了月台的效長度，兩邊月台前端約1輛的長度均不能使用。
現時月台上並沒有標示月台編號，過往則有，但慣常仍會將近站舍的側式月台稱為1號月台，而島式月台為2號月台。

### 月台配置
| 月台 | 路線                    | 方向 | 目的地                         |
| ---- | ----------------------- | ---- | ------------------------------ |
| 1    | ■予讚線（有愛伊予灘線） | 上行 | 伊予市、松山方向               |
| 2    | ■予讚線（有愛伊予灘線） | 下行 | 伊予長濱、伊予大洲、宇和島方向 |

## 歷史
- 1932年12月1日：開業。
- 1987年4月1日：日本國鐵分割民營化，車站的營運由JR四國繼承。
- 1991年11月21日：本站～伊予白瀧站採用電子閉塞系統而降為無人站。
- 2014年7月26日：「伊予灘物語」觀光列車開通，其中1來回班次停靠本站。
- 2015年4月4日：「伊予灘物語」觀光列車不再停靠本站[4]。

## 利用狀況
以下資料出自伊予市統計書。該統計書每隔五年出版一次。
| 上下車人數推算 | 上下車人數推算 | 上下車人數推算 |
| 年度           | 1日平均人數    | 出處           |
| -------------- | -------------- | -------------- |
| 2005           | 162            | [ 統計 1 ]     |
| 2006           | 162            | [ 統計 1 ]     |
| 2007           | 315            | [ 統計 2 ]     |
| 2008           | 327            | [ 統計 2 ]     |
| 2009           | 302            | [ 統計 2 ]     |
| 2010           | 260            | [ 統計 2 ]     |
| 2011           | 235            | [ 統計 2 ]     |
| 2012           | 256            | [ 統計 3 ]     |
| 2013           | 204            | [ 統計 3 ]     |
| 2014           | 210            | [ 統計 3 ]     |
| 2015           | 204            | [ 統計 3 ]     |
| 2016           | 212            | [ 統計 3 ]     |
| 2017           | 196            | [ 統計 4 ]     |
| 2018           | 170            | [ 統計 4 ]     |
| 2019           | 158            | [ 統計 4 ]     |
| 2020           | 148            | [ 統計 4 ]     |
| 2021           | 136            | [ 統計 4 ]     |

## 相鄰車站
四國旅客鐵道（JR四國）
■予讚線（有愛伊予灘線）
■旅遊列車「伊予灘物語」
通過
■普通
高野川（S07）－伊予上灘（S08）－下灘（S09）

### 統計資料
1. ↑  以上資料只計算乘車人數。
2. ↑  10. 運輸・通信 —　いよしの統計（平成24年度版）
3. ↑  10. 運輸・通信 —　いよしの統計（平成29年度版）
4. ↑  10. 運輸・通信 —　いよしの統計（令和4年度版）

## 外部連結
- JR四國伊予上灘站